# Ана Бирјукова
Ана Бирјукова (рус. Анна Бирюкова; Свердловск, 27. септембар 1967) је руска атлетичарка чија су специјалност скокови троскок и скок удаљ.
У 1993. је освојила златну медаљу на Светском првенству 1993 у Штутгарту у троскоку даљином од 15,09 m а то је био нови светски рекорд.
Следеће године на европским првенствима осваја злато на отвореном у Хелсинкију и сребро на првенству у дворани у Паризу.
Последње успешно велико такмичење било је Светско првенство 1995 у Гетеборгу, кад је освојила бронзану медаљу резултатом 15,08 m. Победила ју је Инеса Кравец која је постигла светски рекорд 15,50 m, који је опстао до данас.
Повремено се такмичи у скоку удаљ, где јој је лични рекорд 6.64 m.

## Лични рекорди
- на отвореном

скок удаљ — 6,64 m 17. август 1994, Цирих, Швајцарска
троскок — 15,09 m 21. август 1993, Штутгарт, Немачка
- у дворани

троскок — 14,75 m 14. фебруар 1995, Москва Русија